# Острівні території США

Острівні території США

Острівна територія (англ. Insular areas) — територіальні володіння Сполучених Штатів Америки, що не входять до складу будь-якого з 50 штатів країни чи округу Колумбія. Острівною територією може називатися протекторат, співдружність, вільно асоційований штат, залежна територія тощо.
Острівна територія — сучасний загальний термін, що використовується Державним Департаментом США для визначення будь-якої частини співдружності США, вільно приєднаної країни, володіння або території, керованої Американським урядом. У інших контекстах, американські острівні території можуть бути описані як території, протекторати або залежні області. Залежні території можуть не бути під формальною юрисдикцією Сполучених Штатів Америки, але вони не можуть бути частиною або керуватись іншою країною.

## Список і статус острівних територій
Декілька островів в Тихому океані і Карибському морі розглядаються як острівні території Сполучених Штатів.

### Приєднані (частина Сполучених Штатів)

#### Населені
- нема

#### Ненаселені
- Атол Пальміра (Atoll Palmira) — безлюдний, знаходиться у власності Організації охорони природи (The Nature Conservancy), але управляється Офісом острівних справ США, частина Зовнішніх малих островів США (United States Minor Outlying Islands)

### Неприєднані (Володіння Сполучених Штатів)

#### Населені
- Американське Самоа (American Samoa) — офіційно неорганізована територія США, хоча самоврядна під повноваженням Відділу внутрішніх справ США.
- Гуам (Guam) — територія США, організована під «Органічним Законом 1950 року».
- Північні Маріанські Острови (Northern Mariana Islands) — співдружність, організовані під «Угодою 1977 року».
- Пуерто-Рико (Puerto Rico) — Співдружність території США, організована під умовами «Акту відносин між Пуерто-Рико та федеральним центром».
- Американські Віргінські Острови (U.S. Virgin Islands) — організовані під «Виправленим Органічним Законом 1954 року».

#### Ненаселені
Разом з атолом Пальміра, формують Зовнішні малі острови США:
- Острів Бейкер (Baker Island)
- Острів Гауленд (Howland Island)
- Острів Джарвіс (Jarvis Island)
- Атол Джонстон (Johnston Atoll)
- Риф Кінгмен (Kingman Reef)
- Атол Мідвей (Midway Atoll) — управляється як Національний заповідник живої природи «Атол Мідвей»
- Острів Навасса (Navassa Island)
- Острів Вейк (Wake Island)

### Спірні території
- Острів Навасса (з Гаїті)
- Острів Мачайс-Сіл[en] (з Канадою)
- Острів Вейк (з Маршалловими островами)
- Банка Серранілья[en] (з Колумбією)
- Банка Бахо-Нуево[en] (з Ямайкою)

### Вільно асоційовані країни
Від 18 липня, 1947 до 1 жовтня, 1994, США управляли Підопічною Територією ООН Тихоокеанські острови, але пізніше вступили в нове політичне відношення зі всіма чотирма політичними одиницями (один із яких — Північні Маріанські Острови, вказані вище, решта — вільно асоційовані країни (де США забезпечують національну оборону, фінансування і доступ до соціальних послуг), приведені нижче).
- Федеративні Штати Мікронезії (Federated States of Micronesia)
- Палау (Palau)
- Маршаллові Острови (Marshall Islands)